# Nesticella nandanensis
Nesticella nandanensis (лат.) — вид пауков рода Nesticella из семейства Пауки-нестициды (Nesticidae). Китай.

## Этимология
Видовое название образовано от имени места типового местонахождения (Наньдань).

## Распространение
Встречается в юго-восточной Азии: Китай, Guangxi (округ Хэчи, уезд Наньдань, Encun Village, Encun Cave; 25,08342°N, 107,59106°E, 635 м).

## Описание
Мелкие пауки, общая длина около 3 мм. Основная окраска желтоватая. Nesticella nandanensis сходен с N. baiseensis, N. songi songi и N. verticalis. От N. baiseensis его можно отличить по более короткому и приземистому тегулярному апофизу (Tg), меньшему углу, образованному дистальными отростками (Dp) парацимбиума, а также по более крупному заступу (Sp) и более широкому пространству между сперматеками (S). От N. songi он отличается более широким треугольным тегулярным апофизом (Tg) с более острым кончиком, меньшим отростком проводника (Cp), более коротким отростком I вентрального апофиза (Va-I), более заостренным вентральным отростком II (Va-II), более широкое расстояние между сперматеками (S) и протоки (Cd и Fd), ориентированные не почти параллельно, а наружу. Новый вид можно отличить от N. verticalis по более острому тегулярному апофизу (Tg), более широкому и квадратному дистальному отростку I парацимбиума (Dp-I) при дорсальном наблюдении, более коротким и компактным копулятивным протокам (Cd), более короткому скапусу (Sp) и более ориентированным наружу сперматекам (S). Отсутствие дорсального апофиза (Da), различная форма дистальных отростков парацимбима (Dp) (особенно Dp-I) и форма тегулярного апофиза (Tg) позволяют отличить самцов N. nandanensis от самцов всех остальных видов группы Nesticella brevipes. Вид был впервые описан в 2016 году энтомологами из Китая (Yu-Cheng Lin, Shu-Qiang Li, Southeast Asia Biodiversity Research Institute and Institute of Zoology, Китайская академия наук, Пекин) и Италии (Francesco Ballarin, Museo di Storia Naturale of Verona, Верона).